# Neotonchus voladinii
Neotonchus voladinii är en rundmaskart som beskrevs av Suzanne I. Warwick 1971. Neotonchus voladinii ingår i släktet Neotonchus och familjen Cyatholaimidae. Inga underarter finns listade i Catalogue of Life.